# Plectosporium oratosquillae
Plectosporium oratosquillae är en svampart som beskrevs av Duc, Yaguchi & Udagawa 2009. Plectosporium oratosquillae ingår i släktet Plectosporium och familjen Plectosphaerellaceae.   Inga underarter finns listade i Catalogue of Life.